# Walter Duranty
Walter Duranty (Liverpool, 25 maggio 1884 – Orlando, 3 ottobre 1957) è stato un giornalista britannico, vincitore del Premio Pulitzer nel 1932. Fu capo dell'ufficio di corrispondenza di Mosca del New York Times dal 1922 al 1936.

## Gli scritti
La corrispondenza dall'Unione Sovietica e la sua intervista allo stesso Stalin lo resero celebre in patria e ben visto dallo stesso dittatore sovietico. Particolarmente importanti furono gli articoli scritti negli anni trenta, nei quali sosteneva sempre con maggiore convinzione la politica economica di Stalin e ne elogiava le grandi doti personali, con toni che successivamente furono considerati apologetici, alimentando il culto della sua personalità anche in occidente. Celebri sono diventate le corrispondenze del 1931, nelle quali Duranty tesseva le lodi dei piani quinquennali sovietici, con tanto di interviste a funzionari o altre personalità sovietiche.

### Il premio Pulitzer
Queste corrispondenze che valsero al giornalista il Premio Pulitzer del 1932, successivamente vennero riconsiderate. La politica di collettivizzazione aveva provocato una forte reazione da parte dei Kulaki nelle campagne ucraine, con la conseguenza che le autorità sovietiche per riuscire a piegarne la resistenza perseguirono una politica di requisizione delle derrate alimentari, dando inizio a una vasta carestia.

### Holodomor
La carestia provocò un numero di vittime indicato fra due e quattro milioni. Le autorità sovietiche chiusero le frontiere agli affamati, impedendo anche il movimento all'interno dell'Unione Sovietica a chi cercava mezzi di sostentamento, negando con convinzione le condizioni critiche della popolazione e rifiutando ogni aiuto. Un altro scopo di questa politica era la russificazione dell'Ucraina, visto che le spinte autonomiste del cosiddetto "granaio d'Europa" preoccupavano i dirigenti sovietici.
Questa politica di russificazione colpì anche altre zone dello stato sovietico. I servizi segreti sovietici, GPU, "organizzarono" viaggi nelle zone colpite per poter impressionare e convincere l'opinione pubblica che la politica sovietica stava riportando notevoli successi e che contava sul sostegno della popolazione. Il leader radicale francese Édouard Herriot, lo scrittore Bernard Shaw e appunto Duranty, furono tra i protagonisti di questi viaggi propagandistici. Gli ucraini invece, per descrivere questa tragedia, coniarono il termine Holodomor, che vuol dire "strage da fame provocata dall'uomo".
In contrapposizione a Duranty agirono invece altri giornalisti, come Malcolm Muggeridge e Gareth Jones, che entrarono in territorio sovietico e descrissero la situazione. Il primo accusò senza mezzi termini Duranty di essere "il più grande bugiardo della storia del giornalismo".

### Ultimi anni
Duranty rimase un sostenitore dell'Unione Sovietica e della sua politica anche dopo la Seconda guerra mondiale e continuò a scrivere libri favorevoli all'URSS e al suo leader. Il suo nome era presente nella lista compilata da George Orwell che incluedeva tutti gli scrittori che l'autore di 1984 non considerava adatti all'approdo nel Dipartimento di Ricerca Informativa del Ministero degli Esteri britannico, a causa della loro adesione al comunismo o al sospetto che fossero agenti legati al KGB.
Morì 73enne per cause naturali a Orlando, in Florida.

### La richiesta di ritirare il premio
Il lavoro di Robert Conquest e di altri giornalisti e storici, ma anche le pressioni delle comunità ucraine sparse nel mondo e dello stesso governo di Kiev, hanno riaperto la questione del Pulitzer. Una tesi successivamente sposata dallo stesso direttore del New York Times, Bill Keller. Nel 2003 una commissione si riunì per discutere se ritirare il premio, ma rigettò la proposta: secondo la commissione, infatti, non era possibile individuare una chiara prova della malafede dell'inviato, anche se lo stesso Duranty era perfettamente a conoscenza della situazione in Ucraina, in quanto all'epoca confidò privatamente al diplomatico inglese William Strang di ritenere che la popolazione ucraina fosse diminuita di 4-5 milioni a causa della carestia.